# Ivo Lola Ribar
Ivan Ribar "Ivo Lola" (Zagabria, 23 aprile 1916 – Glamocko Polje (Bosnia-Herzegovina), 27 novembre 1943) è stato un politico jugoslavo.
, che si guadagnò lo status di eroe nazionale grazie al suo contributo alla lotta al fascismo. Era il figlio maggiore di Ivan Ribar e fratello maggiore di un altro eroe partigiano, Jurica Ribar.. Le sue spoglie sono sepolte nel Parco Kalemegdan a Belgrado, insieme a quelle di altri eroi della resistenza contro il nazifascismo.
Inoltre, la sua fidanzata, Sloboda Trajković, che era anche lei nel movimento rivoluzionario, fu imprigionata e gasata a morte nel campo di concentramento di Banjica dopo essersi rifiutata di scrivere una lettera nella quale lo convinceva a rinunciare alla sua posizione quando la sua lettera a lei diretta fu intercettata.